# Katagenius tamil
Genre
Espèce
Katagenius tamil, seul représentant du genre Katagenius, est une espèce de coléoptères de la famille des Pterogeniidae.

## Répartition et habitat
Cette espèce est décrite d'Inde.

## Taxinomie
L'espèce est décrite en 1992 par les entomologistes Daniel Burckhardt et Ivan Löbl.